# Falha de mercado
Na economia, a falha de mercado é uma situação na qual a alocação de bens e serviços por um mercado livre não é eficiente, frequentemente levando a uma perda líquida de bem-estar social. Os fracassos do mercado podem ser vistos como cenários em que a busca individual de puro interesse próprio leva a resultados que não são eficientes - que podem ser melhorados do ponto de vista da sociedade. O primeiro uso conhecido do termo pelos economistas foi em 1958, mas o conceito foi rastreado até o filósofo vitoriano Henry Sidgwick. As falhas de mercado são frequentemente associadas a preferências inconsistentes no tempo, assimetrias de informação, mercados não competitivos, problemas de principal-agente ou externalidades.
Bens públicos são ambos não-rivais (isto é, seu uso por um indivíduo não reduz sua disponibilidade a outros) e não-excludentes (isto é, que indivíduos não podem ser excluídos do uso de um bem público, por exemplo com base em ter que pagar por isso); assim, a existência de uma falha de mercado é frequentemente a razão pela qual organizações auto-reguladoras, governos ou instituições supra-nacionais intervêm em um mercado particular. Economistas, especialmente microeconomistas, estão frequentemente preocupados com as causas da falha de mercado e possíveis meios de correção. Essa análise desempenha um papel importante em muitos tipos de decisões e estudos de políticas públicas. No entanto, intervenções políticas do governo, como impostos, subsídios, resgates, controles de preços e salários e regulamentações, também podem levar a uma alocação ineficiente de recursos, às vezes chamada de falha do governo.
Dada a tensão entre, por um lado, os custos incontestáveis para a sociedade causados pela falha do mercado e, por outro lado, o potencial que tenta mitigar esses custos poderia levar a custos de "falha do governo", às vezes há uma escolha entre resultados imperfeitos, ou seja, resultados de mercado imperfeitos com ou sem intervenções do governo. Mas de qualquer forma, se existe uma falha de mercado, o resultado não é Pareto eficiente. A maioria dos economistas tradicionais acredita que há circunstâncias (como códigos de construção ou espécies ameaçadas) nas quais é possível que o governo ou outras organizações melhorem o resultado ineficiente do mercado. Várias escolas heterodoxas de pensamento discordam disso como uma questão de ideologia.
Uma falha ecológica do mercado existe quando a atividade humana numa economia de mercado está exaurindo recursos críticos não renováveis, interrompendo serviços frágeis de ecossistemas ou sobrecarregando as capacidades de absorção de resíduos da biosfera. Em nenhum desses casos o critério de eficiência de Pareto é obtido.

## Categorias
Diferentes economistas têm visões diferentes sobre quais eventos são as fontes de falha de mercado. A análise econômica dominante aceita amplamente que uma falha de mercado (relativa à eficiência de Pareto) pode ocorrer por três razões principais: se o mercado é monopolizado ou um pequeno grupo de empresas detém poder de mercado significativo, se a produção do bem ou serviço resultar em um externalidade, ou se o bem ou serviço é um bem público.

### A natureza do mercado
Agentes em um mercado podem ganhar poder de mercado, permitindo que eles bloqueiem outros ganhos mutuamente benéficos do comércio. Isso pode levar à ineficiência devido à concorrência imperfeita, que pode assumir muitas formas diferentes, como monopólios, monopsonias ou competição monopolística, se o agente não implementar uma discriminação perfeita de preços.
É então uma questão adicional sobre quais circunstâncias permitem que um monopólio surja. Em alguns casos, os monopólios podem manter-se onde há barreiras à entrada que impedem outras empresas de entrar e competir efetivamente em uma indústria ou mercado. Ou pode haver vantagens significativas no mercado que dificultam a concorrência de outras empresas. Além disso, o monopólio pode ser resultado de condições geográficas criadas por enormes distâncias ou locais isolados. Isso leva a uma situação em que há poucas comunidades espalhadas por um vasto território com apenas um fornecedor. A Austrália é um exemplo que atende a essa descrição. Um monopólio natural é uma empresa cujo custo por unidade diminui à medida que aumenta a produção; nessa situação, é mais eficiente (do ponto de vista do custo) ter apenas um único produtor de um bem. Os monopólios naturais exibem os chamados retornos crescentes de escala. Isso significa que, em todos os produtos possíveis, o custo marginal precisa estar abaixo do custo médio se o custo médio estiver diminuindo. Uma das razões é a existência de custos fixos, que devem ser pagos sem considerar a quantidade de produção, o que resulta em um estado em que os custos são divididos uniformemente sobre mais unidades, levando à redução do custo por unidade.

### A natureza das mercadorias

#### Não excludibilidade
Alguns mercados podem falhar devido à natureza das mercadorias que estão sendo trocadas. Por exemplo, as mercadorias podem exibir os atributos de bens públicos ou bens comuns, em que os vendedores não podem excluir não-compradores do uso de um produto, como no desenvolvimento de invenções que podem se espalhar livremente depois de reveladas. Isso pode causar sub-investimento porque os desenvolvedores não conseguem captar os benefícios suficientes do sucesso para que o esforço de desenvolvimento valha a pena. Isso também pode levar ao esgotamento de recursos no caso de recursos comuns, onde, como o uso do recurso é rival, mas não excludente, não há incentivo para os usuários conservarem o recurso. Um exemplo disso é um lago com um suprimento natural de peixes: se as pessoas pegarem o peixe mais rápido do que eles conseguem se reproduzir, a população de peixes diminuirá até que não haja mais peixes para as gerações futuras.

#### Externalidades
Um bem ou serviço também pode ter externalidades significativas, onde ganhos ou perdas associados ao produto, produção ou consumo de um produto, diferem do custo privado. Essas externalidades podem ser inatas aos métodos de produção ou outras condições importantes para o mercado.
O congestionamento no tráfego é um exemplo de falha de mercado que incorpora tanto a não exclusividade quanto a externalidade. As vias públicas são recursos comuns que estão disponíveis para o uso de toda a população (não-excluíveis) e atuam como um complemento para os carros (quanto mais estradas houver, mais carros úteis se tornarão). Como há um custo muito baixo, mas um alto benefício para os condutores individuais no uso das estradas, as estradas ficam congestionadas, diminuindo sua utilidade para a sociedade. Além disso, dirigir pode impor custos ocultos à sociedade por meio da poluição (externalidade). As soluções para isso incluem transporte público, preços de congestionamento, pedágios e outras formas de fazer com que o motorista inclua o custo social na decisão de dirigir.
Talvez o melhor exemplo da ineficiência associada a bens e externalidades comuns / públicas seja o dano ambiental causado pela poluição e a superexploração dos recursos naturais.

### A natureza da troca
Alguns mercados podem falhar devido à natureza de sua troca. Os mercados podem ter custos de transação significativos, problemas de agência ou assimetria informacional. Tais mercados incompletos podem resultar em ineficiência econômica, mas também em uma possibilidade de melhorar a eficiência por meio de remédios de mercado, legais e regulatórios. Da teoria do contrato, decisões em transações onde uma parte tem mais ou melhor informação do que a outra é uma assimetria. Isso cria um desequilíbrio de poder nas transações, o que às vezes pode levar as transações a dar errado. Exemplos desse problema são seleção adversa e risco moral . Mais comumente, as assimetrias de informação são estudadas no contexto de problemas entre o principal e o agente . George Akerlof, Michael Spence e Joseph E. Stiglitz desenvolveram a ideia e dividiram o Prêmio Nobel de Economia de 2001.

#### Racionalidade limitada
Em Modelos do Homem, Herbert A. Simon aponta que a maioria das pessoas é apenas parcialmente racional e emocional / irracional na parte restante de suas ações. Em outro trabalho, ele afirma que "agentes racionalmente limitados experimentam limites na formulação e resolução de problemas complexos e no processamento (recebimento, armazenamento, recuperação, transmissão) de informações " ( Williamson, p. 553, citando Simon). Simon descreve um número de dimensões ao longo das quais os modelos "clássicos" de racionalidade podem ser feitos um pouco mais realistas, enquanto se mantêm dentro da veia de uma formalização razoavelmente rigorosa. Esses incluem:
- limitando que tipo de funções de utilidade pode haver.
- reconhecer os custos de coleta e processamento de informações.
- a possibilidade de ter uma função de utilidade vetor ou multi-valorada.

Simon sugere que os agentes econômicos empregam o uso de heurísticas para tomar decisões, em vez de uma rígida regra rígida de otimização. Eles fazem isso devido à complexidade da situação e à incapacidade de processar e calcular a utilidade esperada de todas as ações alternativas. Os custos de deliberação podem ser altos e muitas vezes há outras atividades econômicas simultâneas que também exigem decisões.

#### Teorema de Coase
O teorema de Coase, desenvolvido por Ronald Coase e rotulado como tal por George Stigler, afirma que as transações privadas são eficientes desde que existam direitos de propriedade, apenas um pequeno número de partes esteja envolvido e os custos de transação sejam baixos. Além disso, essa eficiência ocorrerá independentemente de quem detiver os direitos de propriedade. Esta teoria vem de uma seção do trabalho premiado com o Nobel de Coase, The Problem of Social Cost. Embora as suposições de baixos custos de transação e um pequeno número de partes envolvidas nem sempre sejam aplicáveis em mercados do mundo real, o trabalho de Coase mudou a antiga crença de que o proprietário dos direitos de propriedade era um fator determinante iria falhar. O teorema de Coase aponta quando se espera que o mercado funcione adequadamente mesmo quando há externalidades. 
 Um mercado é uma instituição na qual indivíduos ou firmas trocam não apenas mercadorias, mas os direitos de usá-las de maneiras específicas por períodos específicos de tempo. [. . . Os mercados são instituições que organizam a troca de controle de mercadorias, onde a natureza do controle é definida pelos direitos de propriedade associados às mercadorias. 
 Como resultado, o controle dos agentes sobre os usos de suas mercadorias pode ser imperfeito, porque o sistema de direitos que define esse controle é incompleto. Normalmente, isso se enquadra em dois direitos generalizados - exclusibilidade e transferibilidade. A exclusividade lida com a capacidade dos agentes de controlar quem usa sua mercadoria e por quanto tempo - e os custos relacionados associados a isso. A transferibilidade reflete o direito dos agentes de transferir os direitos de uso de um agente para outro, por exemplo, vendendo ou alugando uma mercadoria, e os custos associados a isso. Se um determinado sistema de direitos não garante totalmente isso com um custo mínimo (ou nenhum), a distribuição resultante pode ser ineficiente. Considerações como essas formam uma parte importante do trabalho da economia institucional. No entanto, as visões ainda diferem sobre se algo exibindo esses atributos é significativo sem as informações fornecidas pelo sistema de preços de mercado.

### Ciclos de negócios
Ciclos de negócios macroeconômicos são uma parte do mercado. Eles são caracterizados por constantes downswings e upswings que influenciam a atividade econômica. Portanto, esta situação requer algum tipo de intervenção governamental.

## Interpretações e exemplos de políticas
As causas acima representam a visão dominante do que as falhas de mercado significam e de sua importância na economia. Essa análise segue a liderança da escola neoclássica e se baseia na noção de eficiência de Pareto, que pode ser de interesse público, bem como de interesse de stakeholders com equidade. Essa forma de análise também foi adotada pelas escolas keynesianas ou novas escolas keynesianas na macroeconomia moderna, aplicando-a aos modelos walrasianos de equilíbrio geral para lidar com os fracassos em alcançar o pleno emprego, ou o não ajuste de preços e salários.
Políticas para evitar falhas de mercado já são comumente implementadas na economia. Por exemplo, para evitar a assimetria de informações, os membros da Bolsa de Valores de Nova York concordam em cumprir suas regras a fim de promover um mercado justo e ordenado na negociação de valores mobiliários listados. Os membros da NYSE presumivelmente acreditam que cada membro é individualmente melhor se todos os membros aderirem às suas regras - mesmo que tenham que renunciar a oportunidades de ganhar dinheiro que violariam essas regras.
Um exemplo simples de políticas para lidar com o poder de mercado são as políticas antimonopólio do governo. Como um exemplo adicional de externalidades, os governos municipais aplicam códigos de construção e licenciam comerciantes para mitigar o incentivo para usar práticas de construção mais baratas (mas mais perigosas), garantindo que o custo total de novas construções inclua o custo (de outra forma externo) para evitar futuras tragédias. Os eleitores que elegem os funcionários municipais presumivelmente sentem que estão individualmente melhor se todos cumprirem os códigos locais, mesmo que esses códigos possam aumentar o custo de construção em suas comunidades.
A CITES é um tratado internacional para proteger o interesse comum do mundo em preservar espécies ameaçadas - um clássico "bem público" - contra os interesses privados de caçadores, desenvolvedores e outros participantes do mercado que poderiam colher benefícios monetários sem arcar com os custos conhecidos e desconhecidos que a extinção poderia criar. Mesmo sem saber o verdadeiro custo da extinção, os países signatários acreditam que os custos sociais superam de longe os possíveis ganhos privados que eles concordaram em renunciar.
Alguns remédios para falhas de mercado podem se assemelhar a outras falhas de mercado. Por exemplo, a questão do subinvestimento sistemático na pesquisa é abordada pelo sistema de patentes que cria monopólios artificiais para invenções bem-sucedidas.

## Objeções

### Escolha pública
Economistas como Milton Friedman, da escola de Chicago, e outros da escola Public Choice, argumentam que essa falha de mercado não implica necessariamente que o governo deve tentar resolver as falhas do mercado, porque os custos de falha do governo podem ser piores do que aqueles da falha de mercado que tenta consertar. Esse fracasso do governo é visto como o resultado dos problemas inerentes à democracia e outras formas de governo percebidas por essa escola e também do poder de grupos de interesse especial (buscadores de renda) tanto no setor privado quanto na burocracia do governo. As condições que muitos consideram negativas são frequentemente vistas como um efeito de subversão do livre mercado por intervenção governamental coercitiva. Além das objeções filosóficas, uma questão adicional é a dificuldade prática que qualquer tomador de decisão individual pode enfrentar ao tentar entender (e talvez prever) as inúmeras interações que ocorrem entre produtores e consumidores em qualquer mercado.

### Austríaca
Alguns defensores do laissez-faire capitalista, incluindo muitos economistas da Escola Austríaca, argumentam que não existe tal fenômeno como "falha de mercado". Israel Kirzner afirma que, "Eficiência para um sistema social significa a eficiência com a qual ele permite que seus membros individuais atinjam seus objetivos individuais". A ineficiência só surge quando os meios são escolhidos por indivíduos que são inconsistentes com seus objetivos desejados. Essa definição de eficiência difere da eficiência de Pareto e forma a base do argumento teórico contra a existência de falhas de mercado. No entanto, desde que as condições do primeiro teorema de bem-estar sejam atendidas, essas duas definições concordam e dão resultados idênticos. Os austríacos argumentam que o mercado tende a eliminar suas ineficiências através do processo de empreendedorismo impulsionado pelo lucro ; algo que o governo tem grande dificuldade em detectar ou corrigir.

### Marxista
Objeções também existem em bases mais fundamentais, como a da equidade, ou a análise marxista . Usos coloquiais do termo "falha de mercado" refletem a noção de que um mercado "falha" em fornecer algum atributo desejado diferente da eficiência - por exemplo, altos níveis de desigualdade podem ser considerados uma "falha de mercado", mas não são ineficientes em Pareto, e por isso não seria considerado uma falha de mercado pela economia mainstream. Além disso, muitos economistas marxistas argumentariam que o sistema de direitos de propriedade individual é um problema fundamental em si mesmo e que os recursos deveriam ser alocados inteiramente de outra maneira. Isso é diferente dos conceitos de falha de mercado, que se concentra em situações específicas - normalmente vistas como anormais - em que os mercados têm resultados ineficientes. Os marxistas, em contraste, diriam que os mercados têm resultados ineficientes e democraticamente indesejados - encarando o fracasso do mercado como uma característica inerente a qualquer economia capitalista - e tipicamente o omitem da discussão, preferindo racionar bens finitos não exclusivamente através de um mecanismo de preços, mas baseado em necessidade determinada pela sociedade expressa pela comunidade.

### Ecológica
Na economia ecológica, o conceito de externalidades é considerado um equívoco, uma vez que os agentes de mercado são vistos como fazendo suas rendas e lucros "transferindo" sistematicamente os custos sociais e ecológicos de suas atividades para outros agentes, incluindo as gerações futuras. Portanto, as externalidades são um modus operandi do mercado, não um fracasso: o mercado não pode existir sem constantemente falhar.
A alocação justa e uniforme de recursos não renováveis ao longo do tempo é uma questão de falha de mercado que preocupa a economia ecológica. Esta questão também é conhecida como justiça intergeracional. Argumenta-se que o mecanismo de mercado falha quando se trata de alocar o estoque de minerais finitos da Terra de forma justa e igual entre as gerações presentes e futuras, já que as gerações futuras não estão, e não podem estar, presentes no mercado atual. :375  Com efeito, os preços atuais do mercado não refletem e não podem refletir as preferências do ainda não nascido. :156-160 Este é um exemplo de uma falha de mercado não reconhecida pela maioria dos economistas tradicionais, já que o conceito de eficiência de Pareto é inteiramente estático (atemporal). :181f A imposição de restrições governamentais ao nível geral de atividade na economia pode ser a única maneira de conseguir uma alocação mais justa e até intergeracional do estoque mineral. Por isso, Nicholas Georgescu-Roegen e Herman Daly, os dois principais teóricos da área, pediram a imposição de tais restrições: Georgescu-Roegen propôs um programa bioeconômico mínimo, e Daly propôs uma economia de estado estacionário abrangente. :374–79  No entanto, Georgescu-Roegen, Daly e outros economistas concordam que, em uma Terra finita, os limites geológicos inevitavelmente forçarão a maior parte da justiça a longo prazo, independentemente de quaisquer restrições governamentais presentes: Qualquer taxa de extração e uso do estoque finito de recursos minerais não renováveis diminuirá o estoque remanescente para as futuras gerações. :366–69  :369–71  :165–67  :270  :37
Outra falha do mercado ecológico é apresentada pela superutilização de um recurso de outra maneira renovável em um determinado momento, ou em um curto período de tempo. Tal superutilização geralmente ocorre quando o recurso em questão tem direitos de propriedade mal definidos (ou inexistentes) ligados a ele, enquanto muitos agentes de mercado se envolvem em atividade simultaneamente para que o recurso seja capaz de sustentar tudo. Os exemplos variam desde a pesca excessiva de pescarias e o pastoreio excessivo de pastagens até a superlotação de áreas de lazer em cidades congestionadas. Este tipo de falha do mercado ecológico é geralmente conhecido como a tragédia dos comuns. Nesse tipo de falha de mercado, o princípio da eficiência de Pareto é violado ao máximo, pois todos os agentes do mercado ficam em situação pior, enquanto ninguém está se beneficiando. Argumentou-se que a melhor maneira de remediar uma tragédia do tipo dos comuns de falha ecológica do mercado é estabelecer politicamente direitos de propriedade exequíveis - apenas isso pode ser mais fácil de dizer do que de fazer. :172f
A questão do aquecimento global antropogênico apresenta um exemplo esmagador de uma "tragédia do tipo commons" de falha ecológica do mercado: a atmosfera da Terra pode ser considerada como uma "comunidade global" exibindo direitos de propriedade mal definidos (não-existentes), e a capacidade de absorção de resíduos da atmosfera em relação ao dióxido de carbono está atualmente sendo fortemente sobrecarregada por um volume muito grande de emissões da economia mundial . :347f  Historicamente, a dependência de combustíveis fósseis da Revolução Industrial intencionalmente lançou a humanidade fora do equilíbrio ecológico com o resto da biosfera da Terra (incluindo a atmosfera), e o mercado não corrigiu a situação desde então. Muito pelo contrário: O mercado irrestrito foi exacerbando esse estado global de dis ecológica -equilibrium, e é esperado que continue indo tão bem no futuro previsível. :95–101 Essa falha de mercado em particular pode ser remediada até certo ponto no nível político pelo estabelecimento de um sistema internacional (ou regional) de direitos de propriedade e limite, em que as permissões de emissão de dióxido de carbono são compradas e vendidas entre os agentes do mercado. :433–35
O termo crescimento não econômico descreve uma falha generalizada do mercado ecológico: os custos ecológicos de um crescimento econômico adicional na chamada "economia do mundo total", como a atual economia mundial, podem exceder os benefícios sociais imediatos derivados desse crescimento. :16–21

### Crítica de Chang
Chang afirma que "é (implicitamente) assumido que o estado sabe tudo e pode fazer tudo". Assim, isso implica várias suposições sobre o governo em relação a falhas de mercado. Existem três declarações principais. Em primeiro lugar, os representantes do governo podem avaliar o escopo das falhas de mercado e até que ponto difere do resultado eficiente. Em segundo lugar, tendo adquirido o conhecimento acima mencionado, eles têm capacidade para restabelecer a eficiência do mercado. Por fim, surgiu uma ideia segundo a qual as decisões dos decisores políticos não são influenciadas pelo interesse próprio, mas são impulsionadas pelo altruísmo.

### Crítica de Lipsey e Lancaster
Eles vieram com a teoria do chamado "segundo melhor". Eles recusam a teoria de Chang e afirmam que não é possível restaurar a otimização de Pareto, mesmo que os formuladores de políticas possuam o conhecimento suficiente, intervenham com eficiência e o altruísmo sirva como estímulo para suas decisões. Por outro lado, a teoria do “segundo melhor” sustenta que quando ocorre uma falha de mercado em um ramo da economia, deve ser viável aumentar o bem-estar social em outro ramo da economia, violando a eficiência de Pareto, em vez de restaurar a eficiência de Pareto por intervenção do governo.

### Zerbe e McCurdy
Zerbe e McCurdy conectaram a crítica do paradigma da falha de mercado aos custos de transação. O paradigma de falha de mercado é definido da seguinte forma:
"Um problema fundamental com o conceito de falha de mercado, como os economistas ocasionalmente reconhecem, é que ele descreve uma situação que existe em toda parte".
Os custos de transação fazem parte de cada troca de mercado, embora o preço dos custos de transação não seja normalmente determinado. Eles ocorrem em todos os lugares e são despropositados. Consequentemente, falhas de mercado e externalidades podem surgir na economia toda vez que surgem custos de transação. Não há lugar para a intervenção do governo. Em vez disso, o governo deve se concentrar na eliminação dos custos de transação e dos custos de provisão.